# Малта (Айдахо)
Вижте пояснителната страница за други значения на Малта.
Малта (на английски: Malta) е град в окръг Каша, щата Айдахо, САЩ. Малта е с население от 177 жители (2000) и обща площ от 3,7 km². Намира се на 1377 m надморска височина. ЗИП кодът му е 83342, а телефонният му код е 208.